# Mössbauerův jev
Mössbauerův jev nebo odraz jaderné rezonanční fluorescence je fyzikální jev objevený Rudolfem Mössbauerem v roce 1958. Zahrnuje rezonanční a zpětný ráz volné emise a absorpce záření gama pomocí atomových jader vázaných v pevném skupenství. Jeho hlavní použití je v Mössbauerově spektroskopii.
V Mössbauerově efektu se úzké rezonance jaderných gama emisí a absorpce výsledků z dynamických odrazů dostávají do okolní krystalové mřížky, naopak nedochází k vyzařování nebo pohlcování nukleonů. Když k tomu dojde, energie z jiných zdrojů než gama záření ztratí kinetickou energii zpětného rázu jádra buď emisí nebo absorpcí konce gama přechodu: emise a absorpce se vyskytují ve stejné energii, což vede k silné, rezonanční absorpci.

## Historie
Emise a absorpce rentgenového záření plyny byly pozorovány již dříve a očekávalo se, že podobný jev by mohl být nalezen i pro gama záření, které je vytvářeno jadernými přechody (na rozdíl od rentgenového záření obvykle vytvářeného elektronovými přechody). Nicméně pokusy pozorovat rezonance nukleární produkce gama záření v plynech neuspěly kvůli ztrátě energie zpětného rázu a zabránění rezonance (Dopplerův efekt také rozšiřuje spektrum gama záření). Mössbauer byl schopen pozorovat rezonanci v jádrech pevného iridia, což vzneslo otázku proč jsou rezonance gama záření možné v pevných látkách, ale ne v plynech. Mössbauer navrhl, že by pro případ atomů vázaných do pevné látky mohlo k fragmentaci dojít za určitých okolností v podstatě bez zpětného rázu. Přisuzoval pozorované rezonance tomuto odrazu volné frakce jaderných událostí.
Mössbauerův jev byl jeden z posledních velkých objevů ve fyzice původně ohlášený v německém jazyce. První zprávou v angličtině byl dopis popisující opakování experimentu.
Objev byl odměněn Nobelovou cenou za fyziku v roce 1961, kterou získal rovněž Robert Hofstadter za výzkum elektronového rozptylu na atomových jádrech.

## Popis

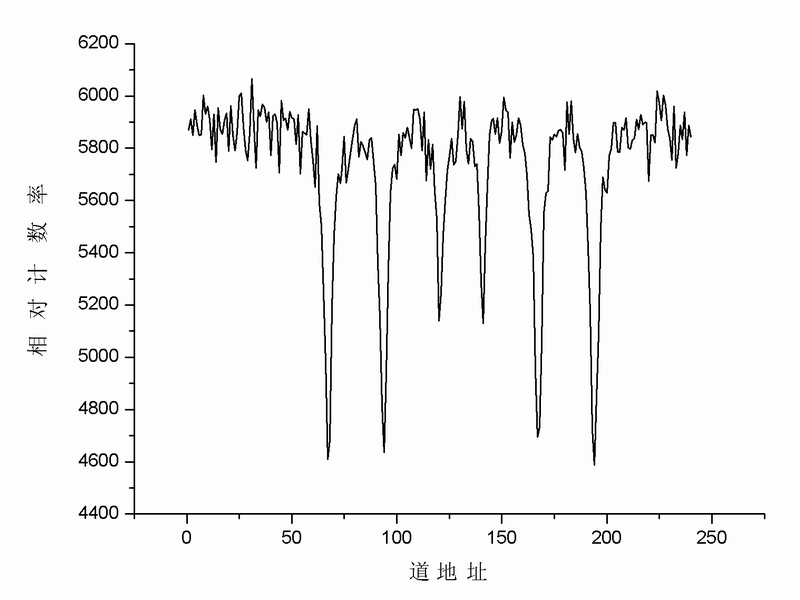

Mössbauerův jev je proces v němž jádro emituje nebo absorbuje gama záření bez ztráty energie jaderným zpětným rázem. Objevil jej německý fyzik Rudolf L. Mössbauer v roce 1958 a ukázal se být pozoruhodně užitečným pro základní výzkum v oblasti fyziky a chemie. Používá se například pro přesné měření malých změn energie v jádru, atomech a krystalech indukovaných elektrickým, magnetickým nebo gravitačním polem. V přechodu atomového jádra z vyššího do nižšího energetického stavu s doprovodnou emisí gama záření emise obecně způsobí jaderný zpětný ráz, a to vyžaduje energii vyzařovaného záření gama. Gama záření nemá dostatečnou energii k excitaci cílového jádra, které má být zkoumáno. Nicméně Mössbauer zjistil, že jsou možné přechody ve kterých je zpětný ráz pohlcen celým krystalem, ve kterém je vázáno vyzařující jádro. Za těchto okolností je energie, která jde do zpětného rázu zanedbatelná část energie přechodu. Proto emitované gama záření nese prakticky všechnu energii uvolněnou jaderným přechodem. Gama záření je tedy schopné vyvolat zpětný ráz a to za podobných podmínek zanedbatelného zpětného rázu v cílové jádru, které je ze stejného materiálu jako zářič, ale v nižším energetickém stavu. Obecně platí, že gama záření je tvořeno jadernými přechody z nestabilních vysokoenergetických hladin na stabilní nízkoenergetické stavy. Energie emitovaného záření gama odpovídá energii jaderného přechodu, minus množství energie, která je ztracena jako zpětný ráz vyzařujícího atomu. V případě, že je ztracená energie "zpětného rázu" malá ve srovnání s energií tloušťky čáry jaderného přechodu, pak energie gamma záření stále odpovídá energii jaderného přechodu a gamma záření může být absorbováno druhým atomem stejného typu jako první. Tyto emise a následné absorpce se nazývají rezonanční fluorescence. Další energie zpětného rázu se také ztrácí během absorpce. Aby rezonance způsobila zpětný ráz energie, musí mít ve skutečnosti méně než poloviční šířku čáry pro odpovídající jaderný přechod.
Množství energie tělese pociťujícím zpětný ráz (ER) lze nalézt ze zákona zachování hybnosti:
{\displaystyle |P_{\mathrm {R} }|=|P_{\mathrm {\gamma } }|\,}
kde PR je hybnost hmoty pociťující zpětný ráz a Pγ je hybnost gama záření. Dosazení energie do rovnice dává:
{\displaystyle E_{\mathrm {R} }={\frac {E_{\mathrm {\gamma } }^{2}}{2Mc^{2}}}}
kde ER (0.002 eV pro 57Fe) je energie ztracena jako zpětný ráz, Eγ je energie gama záření (14.4 keV pro 57Fe), M (56.9354 u pro 57Fe) je hmotnost emitujícího nebo absorbujícího tělesa a c je rychlost světla. V případě plynu jsou vyzařující a pohlcující tělesa atomy, takže hmotnost je relativně malá, což má za následek velký zpětný ráz energie, která zabraňuje rezonanci. (Všimněte si, že stejné rovnice platí pro zpětný ráz energetických ztrát u rentgenového záření, ale fotonová energie je mnohem menší, což má za následek nižší ztráty energie a to je důvod, proč by plynná fáze rezonance mohla být pozorována s rentgenovým zářením.)V pevné látce jsou jádra vázána na mříž a nemají zpětný ráz stejným způsobem jako v plynu. Mříž jako celek má zpětný ráz, ale zpětný ráz energie je zanedbatelný, protože M ve výše uvedené rovnici je hmotnost celé mřížky. Nicméně energie v rozpadu může představovat přijaté nebo poskytnuté kmity mřížky. Energie těchto kmitů je kvantována v jednotkách známých jako fonony. K Mössbauerova jevu dochází, protože existuje konečná pravděpodobnost výskytu rozpadu zahrnujících fonony. Ve zlomku jaderných událostí se celý krystal chová jako těleso se zpětným rázem a tyto události jsou v podstatě zpětný ráz zdarma. V těchto případech je energie zpětného rázu zanedbatelná, proto má vyzařované gama záření odpovídající energie a může nastat rezonance.Obecně (v závislosti na poločasu přeměny) má gama záření velmi úzké spektrální čáry. To znamená, že je velmi citlivé na malé změny v energii jaderných přechodů. Ve skutečnosti může být gama záření použito jako sonda pro pozorování účinků interakcí mezi jádrem a elektrony a jeho sousedy. To je základ pro Mössbauerovu spektroskopii, která kombinuje Mössbauerův jev s Dopplerovým jevem ke sledování těchto interakcí.
Nulové-fononové optické přechody, což je proces úzce analogický k Mössbauerovu jevu, lze pozorovat v mřížce vázaných chromoforů při nízkých teplotách.

## Další literatura
- Mössbauer, R. L. (1958). "Kernresonanzfluoreszenz von Gammastrahlung in Ir191". Zeitschrift für Physik A (in German). 151 (2): 124–143. Bibcode:1958ZPhy..151..124M. doi:10.1007/BF01344210.
- Frauenfelder, H. (1962). The Mössbauer Effect. W. A. Benjamin. LCCN 61018181.
- Eyges, L. (1965). "Physics of the Mössbauer Effect". American Journal of Physics. 33 (10): 790–802. Bibcode:1965AmJPh..33..790E. doi:10.1119/1.1970986.
- Hesse, J. (1973). "Simple Arrangement for Educational Mössbauer-Effect Measurements". American Journal of Physics. 41: 127–129. Bibcode:1973AmJPh..41..127H. doi:10.1119/1.1987142.
- Ninio, F. (1973). "The Forced Harmonic Oscillator and the Zero-Phonon Transition of the Mössbauer Effect". American Journal of Physics. 41 (5): 648–649. Bibcode:1973AmJPh..41..648N. doi:10.1119/1.1987323.
- Vandergrift, G.; Fultz, B. (1998). "The Mössbauer effect explained". American Journal of Physics. 66 (7): 593–596. Bibcode:1998AmJPh..66..593V. doi:10.1119/1.18911.
- Encyclopedia Americana (1988) "Mossbauer Effect" Encyclopedia Americana 19: 500 ISBN 0-7172-0119-8 (set)